# Medicinski fakultet u Rijeci
Medicinski fakultet u Rijeci (latinski: Facultas medica Fluminensis), drugi je po starosti medicinski fakultet u Hrvatskoj.

## Povijest
Korijeni riječke medicinske misli i tradicije i okolnosti osnivanja Medicinskoga fakulteta u Rijeci datiraju od davnih vremena. Baziraju se na radovima Ivana Cambierija (Giovanni Battista Cambieri), Saverija Graziana, Antuna Gjačića (Antonio Felice Giacich), Gjure Cattija, Antuna Grošića (Antonio Grossich), Lionella Lenza, Viktora Finderlea, Valtera Rukavine i drugih.
Medicinski fakultet u Rijeci osnovan je 12. srpnja 1955. godine. Razlog osnivanju prvoga medicinskog fakulteta u Hrvatskoj izvan Zagreba bila je prekapacitiranost Medicinskoga fakulteta u Zagrebu na kojem je studiralo sve više studenata iz Istre, Primorja, Gorskog kotara, ali i okolnih regija. U Rijeci je također postojala duga tradicija u obrazovanju medicinskih radnika, tako da su postojali izvrsni preduvjeti za osnivanje medicinskoga fakulteta.
Glavni inicijator osnivanja Medicinskoga fakulteta u Rijeci bio je vrsni liječnik i sveučilišni profesor dr. Andrija Štampar koji je u to vrijeme obnašao dužnost dekana Medicinskoga fakulteta u Zagrebu. Zakonom o osnivanju Medicinskog fakulteta u Rijeci odlučeno je da Medicinski fakultet u Rijeci pripada Sveučilištu u Zagrebu. Odlukom Izvršnog vijeća NR Hrvatske od 20. lipnja 1957. Medicinski fakultet u Rijeci se osamostalio i tako postao prvi fakultet u Hrvatskoj osnovan izvan Zagreba.
Uvodno predavanje na temu "Današnji značaj interne medicine" održao je prof. dr. Silvije Novak u Gradskoj vijećnici u Rijeci 21. studenog 1955. čime je i službeno započela prva akademska godina najstarijeg riječkog fakulteta.
Osnivanjem ovog fakulteta lovranska ortopedska bolnica postala je mjestom gdje se obrazuje studente medicine. Od 1976. godine lovranska je bolnica dobila status kliničke bolnice te se danas zove Klinika za ortopediju Lovran.

## Dekani
- Silvije Novak (1955. – 1958.)
- Eugen Cerkovnikov (1958. – 1959.)
- Karlo Pansini (1959. – 1960.)
- Dimitrije Atanacković (1960. – 1962.)
- Dušan Jakac (1962. – 1964.)
- Davor Perović (1964. – 1966.)
- Andrija Longhino (1966. – 1968.)
- Zdenko Križan (1968. – 1970.)
- Vladimir Bezjak (1970. – 1972.)
- Slobodan Ćuk (1972. – 1974.)
- Slobodan Marin (1974. – 1979.)
- Vinko Frančišković (1979. – 1983.)
- Daniel Rukavina (1983. – 1987.)
- Slobodan Marin (1987. – 1990.)
- Ante Simonić (1990. – 1994.)
- Miljenko Kovačević (1994. – 1995.)
- Danilo Pavešić (1995. – 1999.)
- Stipan Jonjić (1999. – 2003.)
- Miljenko Kapović (2003. – 2008.)
- Alan Šustić (2008. – 2014.)
- Tomislav Rukavina (2014. – 2020.)
- Goran Hauser (2020. -

## Više informacija
- Sveučilište u Rijeci

## Vanjske poveznice
- Mrežne stranice Medicinskoga fakulteta u Rijeci